# Mythymima arcuata
Mythymima arcuata är en fjärilsart som beskrevs av Emilio Berio 1970. Mythymima arcuata ingår i släktet Mythymima och familjen nattflyn. Inga underarter finns listade i Catalogue of Life.